# Узуново (Болгария)
Узуново (болг. Узуново) — село в Болгарии. Находится в Пловдивской области, входит в общину Асеновград. Население составляет 13 человек.

## Политическая ситуация
Узуново подчиняется непосредственно общине и не имеет своего кмета.
Кмет (мэр) общины Асеновград — Христо Грудев Грудев (коалиция партий: Граждане за европейское развитие Болгарии (ГЕРБ), ВМРО — Болгарское национальное движение) по результатам выборов в правление общины.